# Ginger Root
Ginger Root (姜根) es un proyecto musical indie soul estadounidense de Huntington Beach, California, liderado por el cantautor e instrumentista Cameron Lew. Lew ha descrito el sonido musical del proyecto como "soul de ascensor agresivo", citando también como inspiración a grupos como Vulfpeck, Toro y Moi, White Denim, Yellow Magic Orchestra y Feist. Cuando está de gira, Ginger Root ha apoyado a bandas como Khruangbin, Hippo Campus, Omar Apollo, Last Dinosaurs y Japanese Breakfast, además de encabezar su propia gira en el otoño de 2022, con los artistas de apoyo King Pari, Vicky Farewell y Amaiwana.
En el estudio, Ginger Root está formado únicamente por Cameron Lew. De gira, Ginger Root también incluye actualmente a los amigos de secundaria de Lew, Matt Carney (batería) y Dylan Hovis (bajo).
La música de Ginger Root ha sido lanzada bajo el sello Acrophase Records, con la excepción de su álbum más reciente, Shinbangumi, que fue lanzado bajo Ghostly International.

## Historia

### Formación,Spotlight PeopleyToaster_music(2016-2017)
Ginger Root comenzó cuando Cameron Lew estaba en la banda Van Stock, en Huntington Beach. A mediados de 2016, escribió algunas canciones que sintió que no encajaban en el sonido existente de la banda e hizo un EP con ellas. Según Lew, ese EP "se convirtió en un LP", pasando a llamarse Spotlight People, y "le [puso] el nombre Ginger Root encima", un nombre que proviene de una interpretación en vivo de Vulfpeck de la canción «It Gets Funkier» que Lew descubrió en YouTube a las tres de la mañana, en la cual el líder Jack Stratton cantaba «uh, uh ginger root» (en español, raíz de jengibre).
En 2017, Lew comenzó una serie semanal en YouTube llamada "Toaster Music", en la que interpretaba covers en su Honda Element 2004. Lew dijo que la idea le surgió por no querer hacer la tarea durante el descanso de cuatro horas entre sus clases los lunes en la Universidad Chapman, donde grababa voces, guitarra, teclado, bajo y batería en el asiento trasero, y luego las mezclaba en su laptop a través del estéreo del auto. Después, pasaría otras dos o tres horas editando durante su siguiente clase. Muchas de estas versiones formaron la base de un álbum recopilatorio, titulado Toaster_music.

### Mahjong Room(2018-2019)
En junio de 2018, Ginger Root lanzó un segundo álbum, Mahjong Room, que incluye cuatro sencillos lanzados anteriormente ("Two Step", "Call It Home", "Jeanie" y "Having Fun") y otras seis canciones nuevas. Junto con ese lanzamiento, Lew lanzó un segundo álbum de covers del proyecto en curso "Toaster Music" en Bandcamp, titulándolo Toaster_Music_v2 .
En diciembre de 2018, Ginger Root grabó una sesión en vivo en los estudios de Audiotree en Chicago, tocando cinco canciones de Mahjong Room.
El nombre "Mahjong Room" proviene de una habitación que la bisabuela de Lew tenía en su casa, donde todos los miembros de su familia se reunían, jugaban mahjong, y un Lew de cinco años llegaba y trataba de barajar las fichas. Con el tiempo se convirtió en una especie de almacén, y su recuerdo inspiró tanto la canción como el álbum, respectivamente.

### Rikki(2020)
En marzo de 2020, Ginger Root lanzó "Karaoke", el primer sencillo de su tercer álbum Rikki, que originalmente estaba programado para ser lanzado en junio de 2020, sin embargo, se retrasó hasta octubre de ese año debido a complicaciones por la pandemia de COVID-19.
Toaster Music v3, la tercera iteración de covers del proyecto "Toaster Music", se lanzó en el Bandcamp de Ginger Root en mayo de 2020.
El 23 de octubre de 2020, Ginger Root lanzó Rikki, que incluye los sencillos "Karaoke", "Out of State", "Le château" y "Why Try", lanzados anteriormente, junto con siete pistas nuevas.
El nombre del álbum Rikki proviene de la falta de ortografía (según recuerda Lew) de la primera palabra de un libro titulado Tikki Tikki Tembo.

### City SlickeryNisemono(2021-2022)
En mayo de 2021, Ginger Root anunció a través de Twitter e Instagram el próximo lanzamiento de un EP, titulado City Slicker, descrito por Lew como una banda sonora para la adaptación estadounidense de una película japonesa ficticia de los años 80, cuyo lanzamiento se espera para agosto de 2021. Junto con el anuncio, Ginger Root lanzó un sencillo del EP, titulado "Neighbor". Otro sencillo del EP, "Loretta", fue lanzado en junio de 2021.
El 21 de julio de 2021, Ginger Root lanzó el sencillo "Juban District", el nombre es una referencia al escenario del anime Sailor Moon. El álbum fue lanzado como un producto de edición limitada en dos formatos físicos analógicos, los cuales eran VHS y casete. En noviembre de 2021, City Slicker también se lanzó en vinilo a través del servicio de preventa/financiación colectiva Qrates.

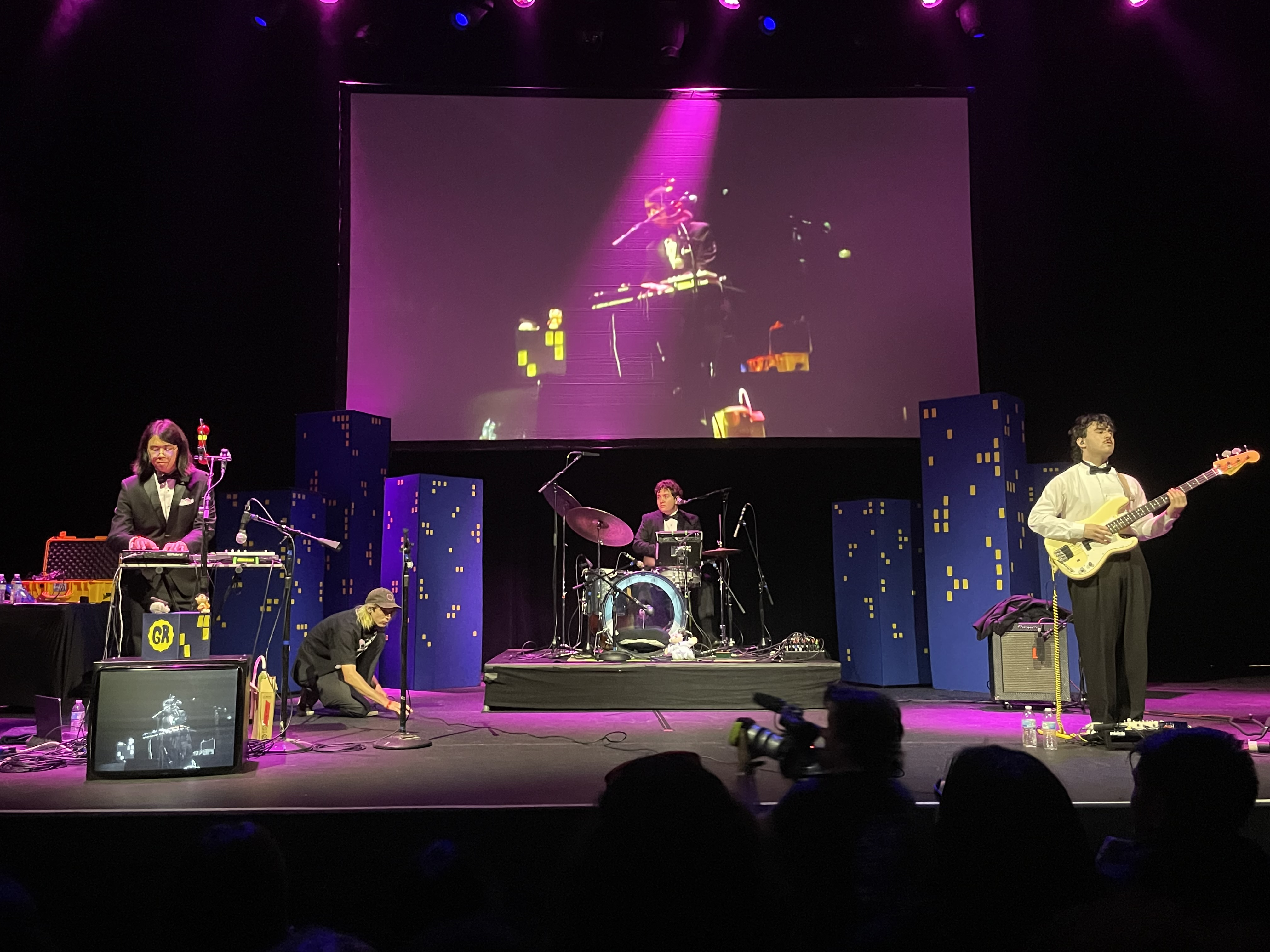
Ginger Root actuando en Los Ángeles en 2023.

El 14 de junio de 2022, Ginger Root anunció otro próximo lanzamiento de un EP titulado Nisemono. Las pistas están ambientadas en un 1983 ficticio, donde se le pide a Ginger Root que escriba y produzca música para la prometedora ídolo pop japonesa, Kimiko Takeguchi. Justo antes del debut estadounidense de Takeguchi en un programa nocturno, ella renuncia, dejando a su manager en ruinas. Ella toma la decisión de último momento de que Ginger Root actúe en su lugar, ya que él conoce todas las canciones. El EP se centra en el síndrome del impostor y en no ser uno mismo. Se lanzó el 9 de septiembre de 2022 y también tuvo un lanzamiento limitado en vinilo, CD y casete. A principios de 2024 se lanzó un casete VHS del EP completo, que incluye imágenes detrás de escena de varios videos musicales. El casete también incluirá un código QR para verlo en el móvil.
Los videos musicales de ambos proyectos se filmaron en Osaka y su fidelidad se redujo artificialmente para evocar mejor la sensación del Japón de los años 80.

### Shinbangumi(2024)
En mayo de 2024, Ginger Root anunció que un álbum titulado Shinbangumi (estilizado en mayúsculas como SHINBANGUMI), se estrenaría el 13 de septiembre. Este es el primer proyecto de Ginger Root bajo el sello Ghostly International. Cinco sencillos han sido lanzados antes del álbum, titulados "No Problems", "Better Than Monday", "There Was a Time", "All Night" y "Only You". Las otras canciones lanzadas con el resto del álbum se titulan "CM", "Kaze", "Giddy Up", "Think Cool", "Show 10" y "Take Me Back (Owakare No Jikan)". El grupo comenzó una gira mundial para promocionar el álbum en septiembre de 2024.

## Influencias
En una entrevista de 2023, Lew atribuyó la cultura japonesa de la era Shōwa, incluidos los artistas de city pop Yellow Magic Orchestra, Taeko Onuki y Tatsuro Yamashita, como una influencia fundamental y un sentido de pertenencia como asiático-estadounidense.

## Discografía

### Álbumes
| Título           | Detalles del álbum                                                              |
| ---------------- | ------------------------------------------------------------------------------- |
| Spotlight People | - Fecha de lanzamiento: 1 de enero de 2017 - Sello: autoeditado en Clew         |
| Mahjong Room     | - Fecha de lanzamiento: 29 de junio de 2018 - Sello: Acrofase                   |
| Rikki            | - Fecha de lanzamiento: 23 de octubre de 2020 - Sello: Acrofase                 |
| Shinbangumi      | - Fecha de lanzamiento: 13 de septiembre de 2024 - Sello: Ghostly International |

### Álbumes en vivo
| Título             | Detalles del álbum |
| ------------------ | --- |
| Live from Istanbul | Una colección de grabaciones en vivo del 9 y 10 de febrero de 2019 mientras estaba de gira con Khruangbin. - Fecha de lanzamiento: 23 de febrero de 2019 - Sello: Acrofase |

### EP
| Título                             | Detalles del EP                                                              |
| ---------------------------------- | ---------------------------------------------------------------------------- |
| Toaster_music                      | - Fecha de lanzamiento: 8 de mayo de 2017 - Sello: autoeditado en Clew       |
| Toaster_Music_v2                   | - Fecha de lanzamiento: 29 de junio de 2018 - Sello: autoeditado en Clew     |
| Fresh Sounds of Ginger Root Vol. 1 | - Fecha de lanzamiento: 21 de diciembre de 2019 - Sello: autoeditado en Clew |
| Toaster Music v3                   | - Fecha de lanzamiento: 22 de mayo de 2020 - Sello: autoeditado en Clew      |
| City Slicker                       | - Fecha de lanzamiento: 20 de agosto de 2021 - Sello: Acrofase               |
| Nisemono                           | - Fecha de lanzamiento: 9 de septiembre de 2022 - Sello: Acrofase            |

### Sencillos
| Título                                                     | Año  | Álbum/EP            |
| ---------------------------------------------------------- | ---- | ------------------- |
| "Two Step"                                                 | 2017 | Mahjong Room        |
| "Call It Home"                                             | 2018 | Mahjong Room        |
| "Jeanie"                                                   | 2018 | Mahjong Room        |
| "Having Fun"                                               | 2018 | Mahjong Room        |
| "What Christmas Means to Me" (cover de Stevie Wonder)      | 2018 | Sencillos sin álbum |
| "Weather/Slump"                                            | 2019 | Sencillos sin álbum |
| "B4"                                                       | 2019 | Sencillos sin álbum |
| "Karaoke"                                                  | 2020 | Rikki               |
| "Out of State"                                             | 2020 | Rikki               |
| "Le château"                                               | 2020 | Rikki               |
| "Why Try"                                                  | 2020 | Rikki               |
| "A Cruel Angel's Thesis" (Tema de Neon Genesis Evangelion) | 2021 | Sencillo sin álbum  |
| "Neighbor"                                                 | 2021 | City Slicker        |
| "Loretta"                                                  | 2021 | City Slicker        |
| "Juban District"                                           | 2021 | City Slicker        |
| "Loretta" (versión en japonés)                             | 2021 | Sencillos sin álbum |
| "Linus n' Lucy" (Tema de Peanuts)                          | 2021 | Sencillos sin álbum |
| "Pi"                                                       | 2022 | Sencillos sin álbum |
| "Loneliness"                                               | 2022 | Nisemono            |
| "Holy Hell"                                                | 2022 | Nisemono            |
| "Over the Hill"                                            | 2022 | Nisemono            |
| "No Problems"                                              | 2024 | Shinbangumi         |
| "Better Than Monday"                                       | 2024 | Shinbangumi         |
| "There Was a Time"                                         | 2024 | Shinbangumi         |
| "All Night"                                                | 2024 | Shinbangumi         |
| "Only You"                                                 | 2024 | Shinbangumi         |